# Qeqertarsuaq
Qeqertarsuaq (ou, em dinamarquês Godhavn), que significa na língua gronelandesa Grande Ilha (”storøen”), é uma cidade e porto no sul da ilha Disko, situada na costa oeste da Gronelândia.                                             Foi fundada em 1773 e tinha 838 habitantes em 2024.

Rasmus Lerdorf, o criador da linguagem de programação PHP nasceu nesta localidade.

## Etimologia
Qeqertarsuaq é um nome gronelandês, significando “a grande ilha“, em alusão à ilha de Disko, onde está situada esta localidade.

## História
Em 1773, o baleeiro sueco Svend Sandgreen fundou uma colónia dinamarquesa no local, com o nome de Godhavn. A então estação de pesca tinha como finalidade assegurar o controle da Dinamarca sobre aquele local com águas ricas em baleias e focas, fortemente disputado pelos pescadores holandeses e visitada por bascos, e até por  ingleses e portugueses.
                           Em 1906, o botânico Morten P. Porsild criou a Estação Ártica (Arctic Station; Angakkussarfik), um observatório e estação de investigação científica.
               
Na primeira metade do século XX, Qeqertarsuaq chegou o centro administrativo da Gronelândia do Norte.

## Geografia
Qeqertarsuaq está situada na costa oeste da Gronelândia, e localizada no sul de Disko, uma ilha formada por basaltos vulcânicos e rodeada por águas onde deslizam icegergues e abundam baleias e focas, dispondo de nascentes de águas homotérmicas que permitem a existência de uma vegetação local.

### População
A população de Qeqertarsuaq tem vindo a diminuir nas 2 últimas décadas, com 838 habitantes em 2024.

## Economia
As atividades envolvendo mais emprego são a administração pública, os serviços e a educação. A cidade conta ainda com a pesca de baleia, bacalhau e caranguejo, e com a caça de foca, para além de algum comércio e construção civil. O turismo tem potencial, havendo a assinalar o Hotel Disko, e a oferta de caminhadas, passeios de trenó e passeios de barco, no inverno e no verão.

## Infraestrutura

### Transporte
Qeqertarsuaqt tem um porto abrigado para velejadores de longa distância, e oferece transportes aéreos e marítimos.

### Aéreo
Durante o inverno, a Air Greenland opera voos de helicóptero do Heliporto de Qeqertarsuaq para Ilulissat e Aasiaat, onde existem aeroportos com aviões.

### Marítimo
A cidade é servida pela Disko Line, proporcionando passagens até Ilulissat e Aasiaat.
São feitas viagens através de ferry para Ilulissat, Aasiaat, Qasigiannguit e Kitsissuarsuit.

### Educação
A cidade conta com escola de ensino básico pública (folkeskole).

### Saúde
O sistema de saúde de Qeqertarsuaq conta com um pequeno hospital local.

## Desporto
A cidade é sede do clube G-44 Qeqertarsuaq (futebol).

## Património histórico, cultural e turístico
A cidade dispõe de um património turístico e cultural, onde pode ser destacado:

- Igreja de Qerqertarsuaq (Vorherres blækhus, o ”tinteiro de Deus”, devido à sua forma ; igreja octogonal; 1915)
- Estação Ártica (Arktisk Station ; estação científica e ”albergue turístico”)
- Museu de Qerqertarsuaq (Qerqertarsuaq Museum ; museu local mostrando a herança histórica colonial e o dia-a-dia da atualidade, incluindo caiaques típicos da região)
- Hotel da Ilha de Disko (Hotel Disko Island; hotel com 11 quartos)
- Glaciar de Lyngmark (Lyngmarksbræn ; o glaciar (br: geleira) mais próximo)

## Galeria

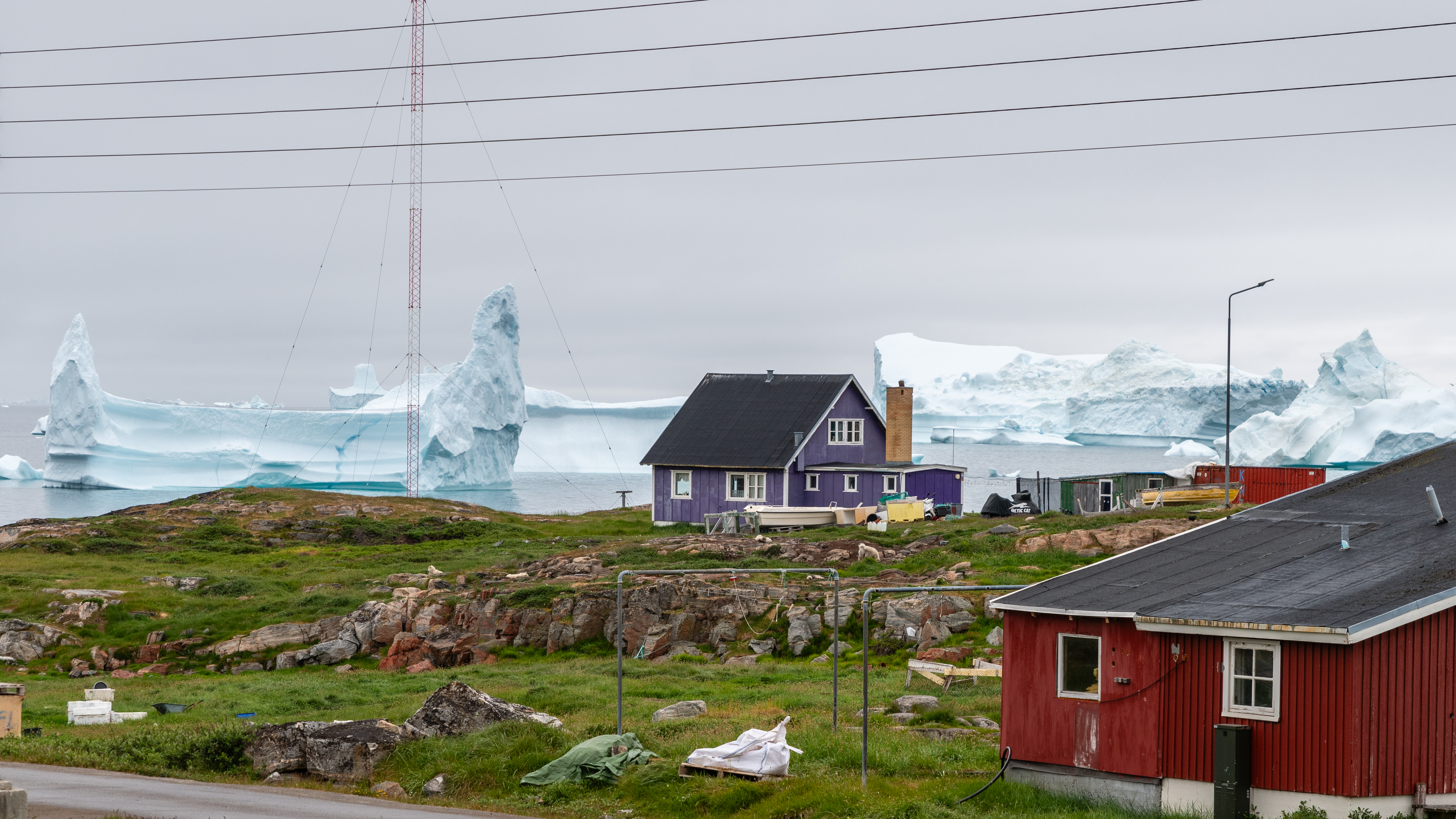
A cidade e os icebergues
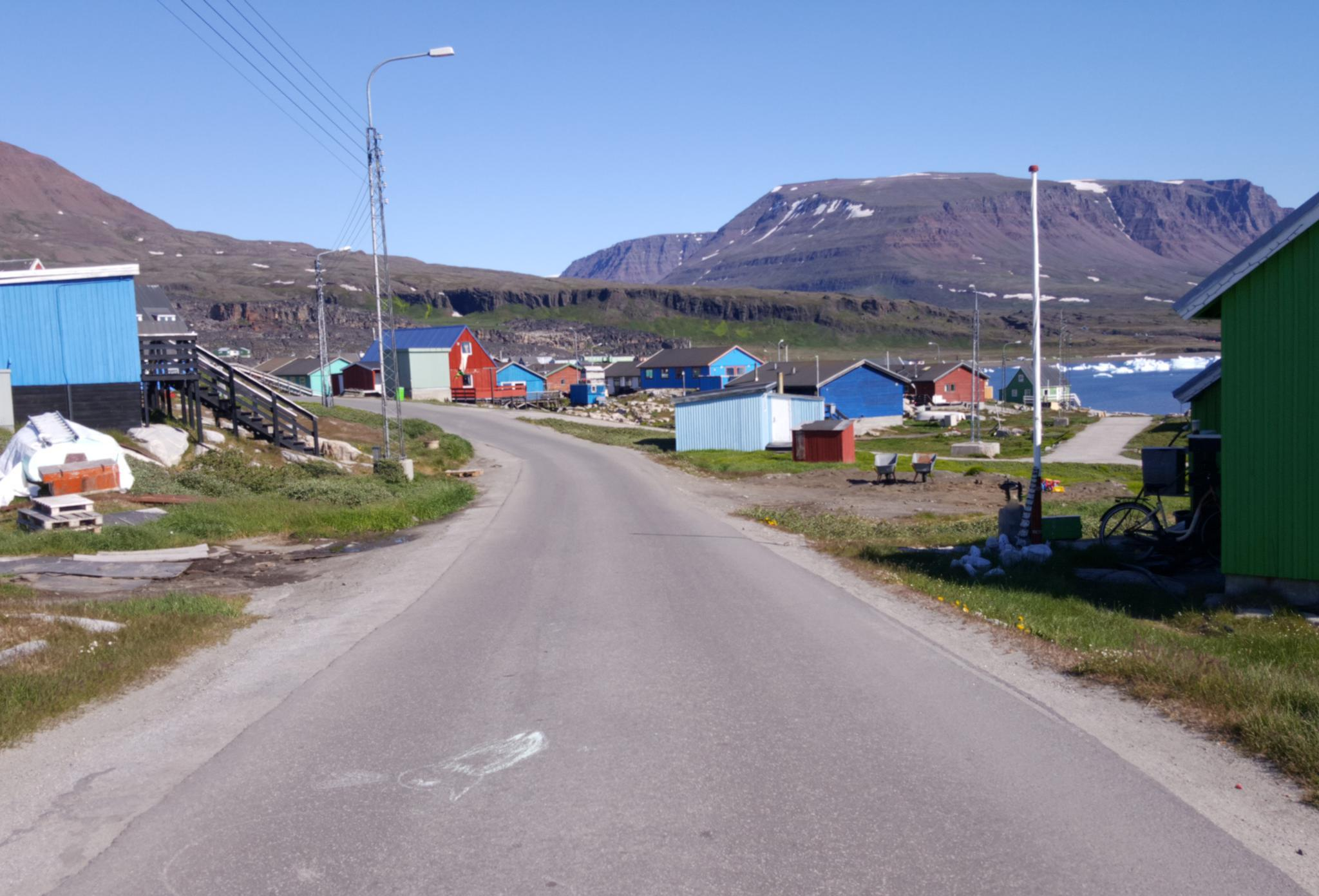
A montanha na proximidade
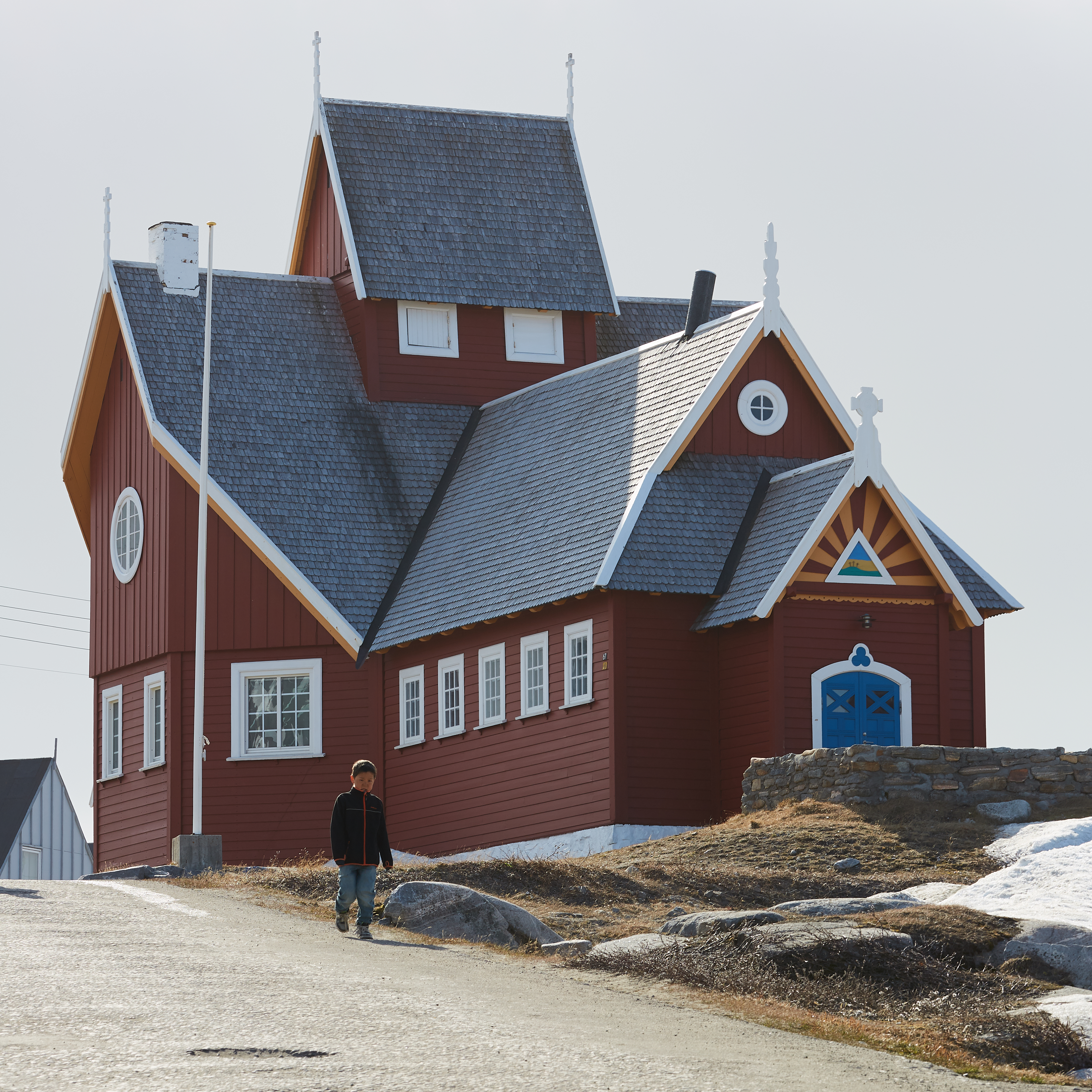
A igreja de Qeqertarsuaq
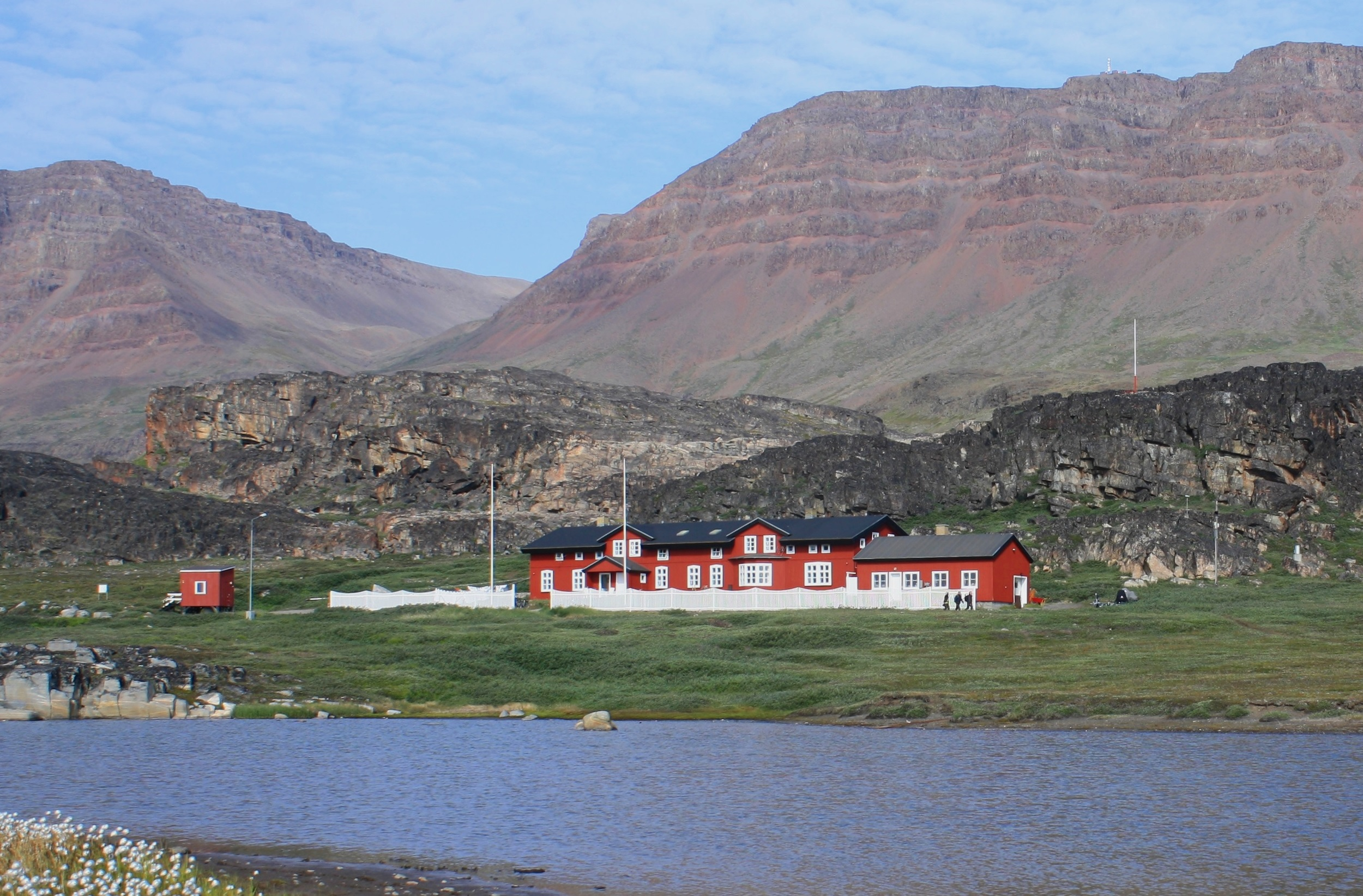
A estação ártica de Qeqertarsuaq (Qeqertarsuaq Arktisk Station)
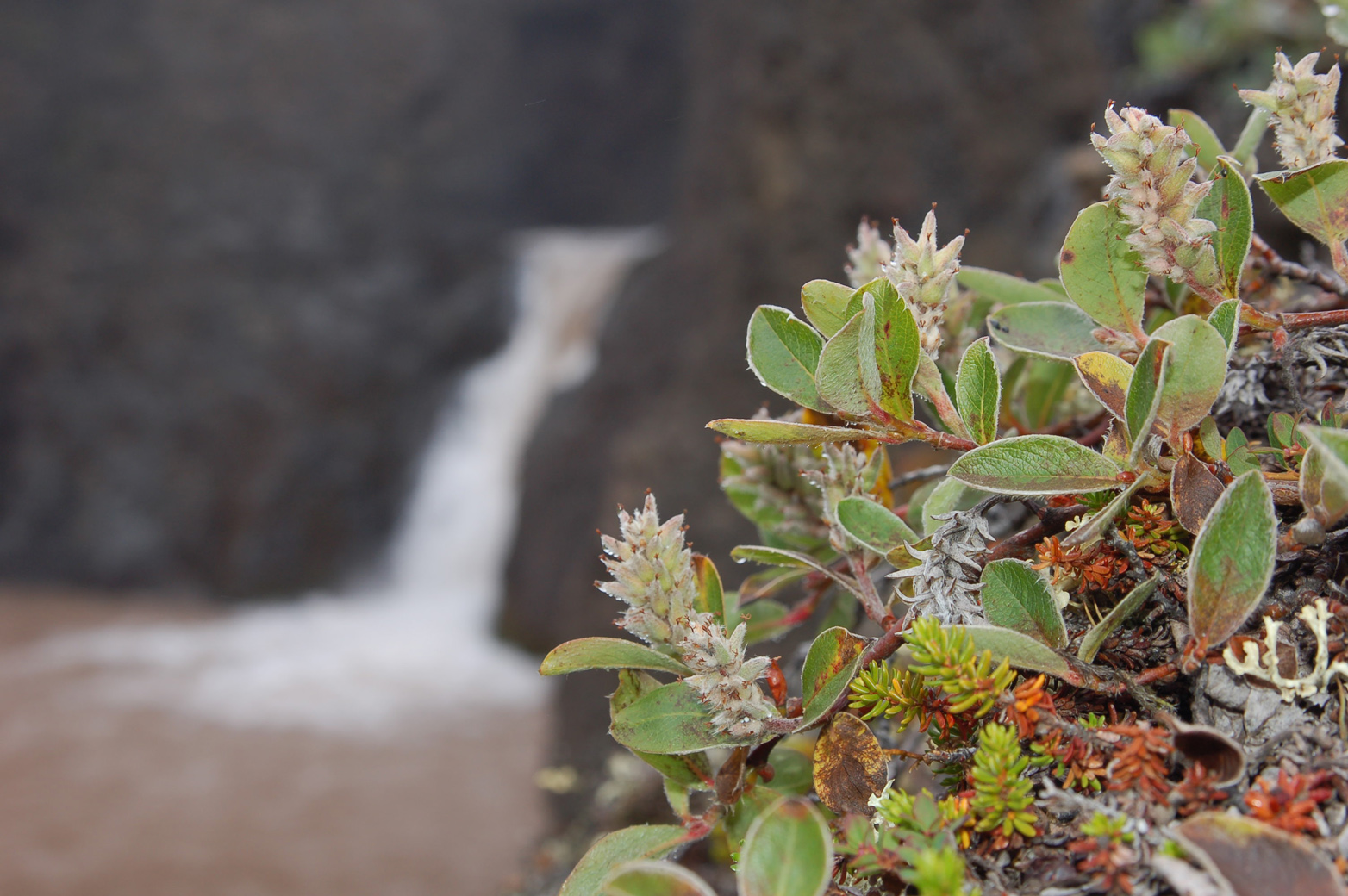
Vegetação em Qeqertarsuaq -”Salgueiro de folha cinzenta”
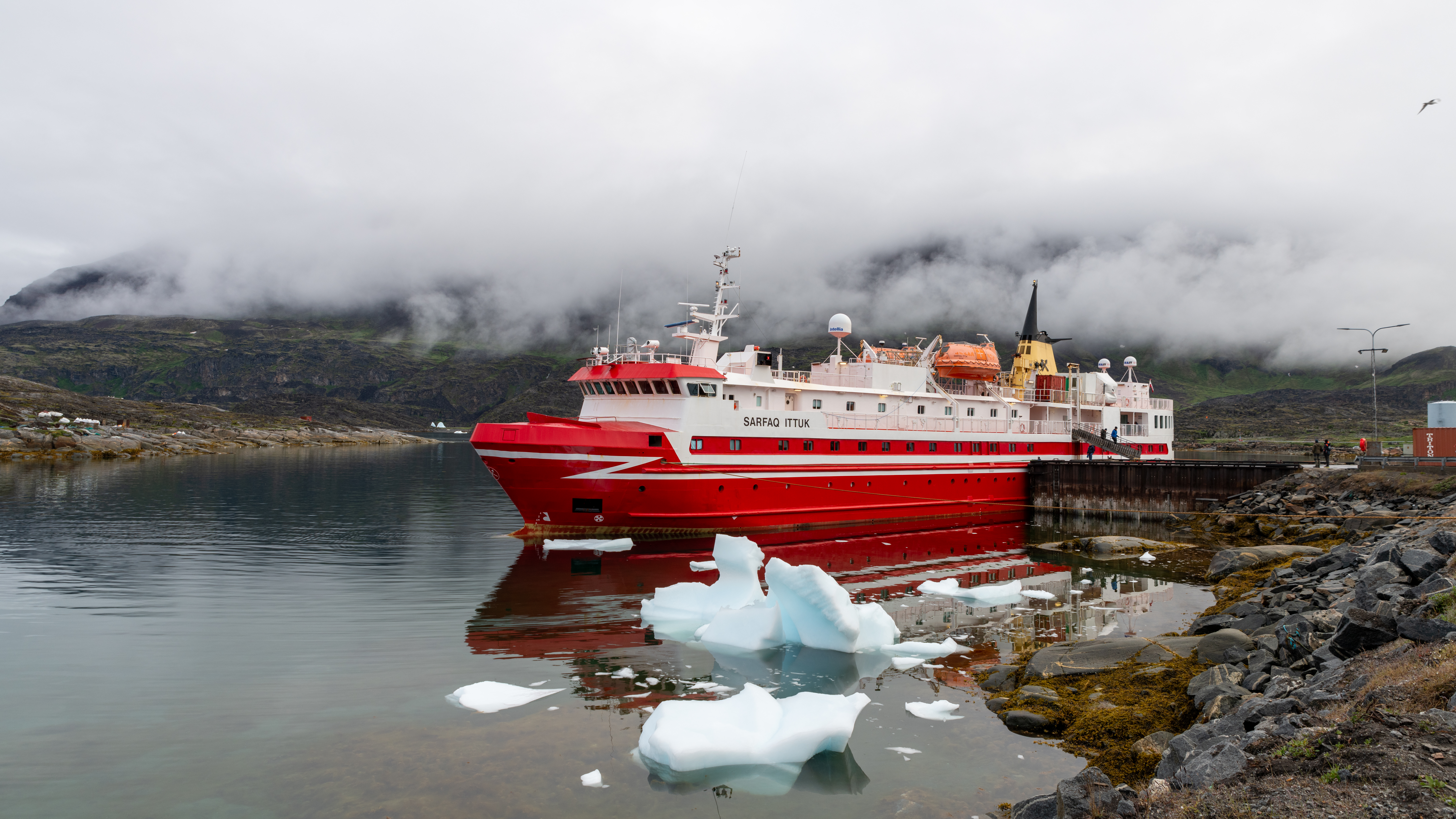
br]]: balsa) Sarfaq Ittuk em Qeqertarsuaq
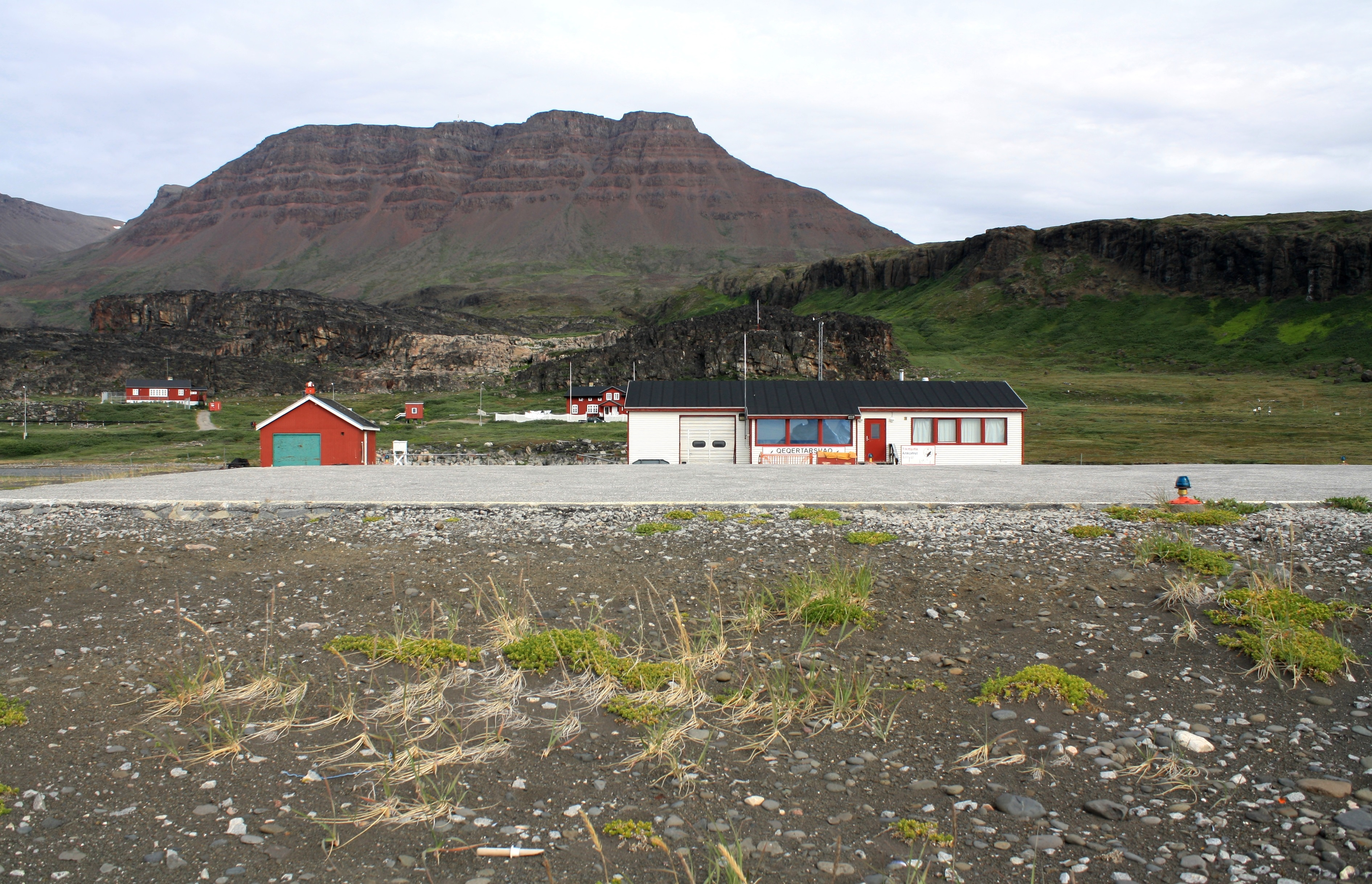
O heliporto de Qerqertarsuaq